# Sari
För andra betydelser, se Sari (olika betydelser).

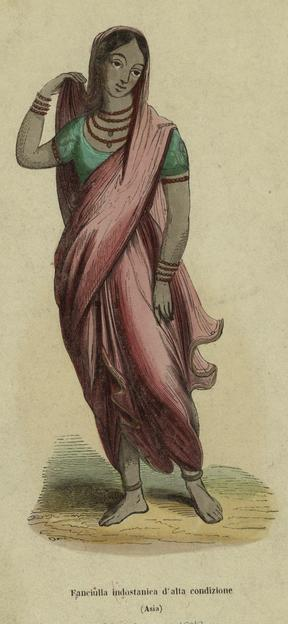
Kvinna i sari (1847)

Sari är en klädedräkt som traditionellt bärs av många kvinnor i Indien, Bangladesh, Nepal, Pakistan, Thailand, Myanmar, Sri Lanka och Indonesien. Sarin är ett draperat klädesplagg som består av ett cirka 4–7 meter långt och 1 meter brett tygstycke, som bärs över en kort blus (choli eller ravike). Ofta lämnas midjan bar. 
Sarin kan draperas på många olika sätt. Många lokala variationer finns.
Vanligt är att sarin "hängs upp" på en underkjol (lenga, pavadai, m. fl. termer) med stramt knytband. Ena ändens långsida, med början från höger, viks in innanför underkjolens linning och avpassas så att den andra långsidan når golvet. Då tyget gått ett drygt varv runt midjan samlas en stor del av tyget och läggs  i veck framtill. Därefter dras tyget under vänster arm, över ryggen, under höger arm och upp över axeln, där det fästs med en nål.